# Reeza Hendricks
Reeza Raphael Hendricks (* 14. August 1989 in Kimberley, Südafrika) ist ein südafrikanischer Cricketspieler, der seit 2014 für die südafrikanische Nationalmannschaft spielt.

## Kindheit und Ausbildung
Hendricks war Teil der südafrikanischen Vertretung bei der ICC U19-Cricket-Weltmeisterschaft 2008.

## Aktive Karriere
Nachdem er gute Leistungen im nationalen Cricket für Griqualand West und die Knights gezeigt hatte, gab er sein Debüt in der Twenty20-Serie in Australien im November 2014. Zunächst konnte er sich jedoch nicht fest im Team etablieren. Sein erstes Half-Century erzielte er mit 70 Runs im Februar 2018 gegen Indien. Im August 2018 gab er sein Debüt im ODI-Cricket bei der Tour in Sri Lanka und erzielte dabei ein Century über 102 Runs aus 89 Bällen und wurde dafür als Spieler des Spiels ausgezeichnet. Im Oktober erzielte er im dritten ODI gegen Simbabwe ein Fifty über 66 Runs. Gegen Pakistan folgten dann im Januar 2019 jeweils ein Fifty in der ODI- (83* Runs) und Twenty20-Serie (74 Runs). Zwei weitere Half-Centuries folgten im März 2019 in der Twenty20-Serie gegen Sri Lanka, wofür er als Spieler der Serie ausgezeichnet wurde.
Im Februar 2021 gelang ihm ein Fifty über 54 Runs in Pakistan. Im Sommer 2021 erreichte er in Irland in dem einen twenty20, das er bestritt, ein Half-Century über 69 Runs. In Sri Lanka im September konnte er dann jeweils ein Fifty in der ODI- (51 Runs) und Twenty20-Serie (56* Runs) erreichen. Daraufhin war er Teil des Teams beim ICC Men’s T20 World Cup 2021, wobei er jedoch nicht überzeugen konnte. Im Sommer 2022 gelangen ihm in England in allen drei Twenty20s jeweils ein Fifty (57, 53 und 70 Runs) und er wurde dafür als Spieler der Serie ausgezeichnet. Bei der darauffolgenden Twenty20-Serie gegen Irland gelang ihm dann ein weiteres Fifty über 74 Runs, wofür er abermals als Spieler der Serie ausgezeichnet wurde. Zu Beginn der Saison 2022/23 erreichte er dann ein Fifty über 74 Runs in der ODI-Serie in Indien.